# Chile en los Juegos Olímpicos de París 1924
Chile compitió en los Juegos Olímpicos de París 1924 en París, Francia. Fue la cuarta participación de ese país en unos Juegos Olímpicos de verano. Compitieron 13 deportistas chilenos en 5 deportes.

## Atletismo

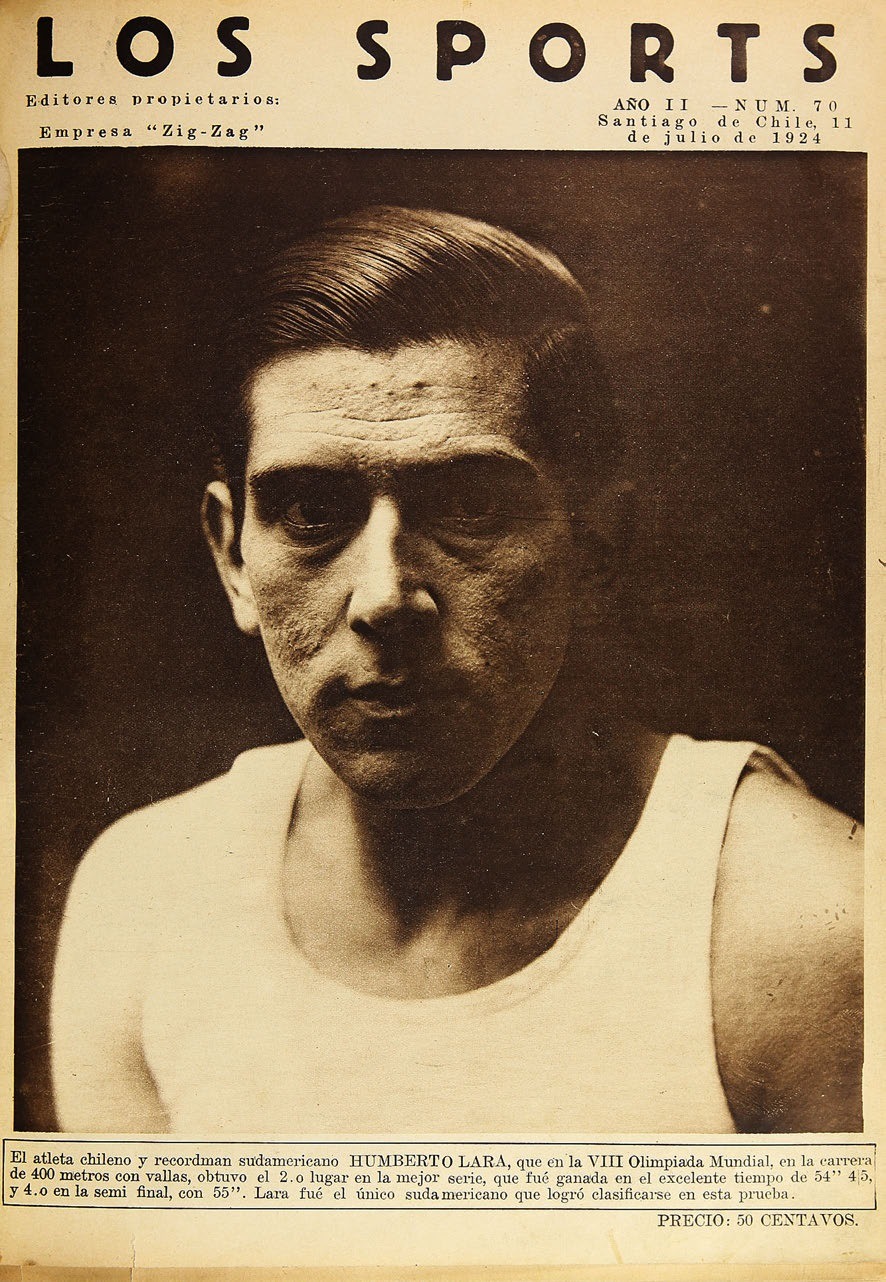
Humberto Lara en la portada de la revista chilena Los Sports.

Tres atletas representaron a Chile en 1924. Fue la cuarta aparición de ese país tanto en este deporte como en los Juegos Olímpicos. El sexto lugar de Plaza en el maratón fue, hasta ese momento, el mejor resultado de Chile en cualquier competición atlética.
| Atleta         | Evento       | Eliminatoria | Eliminatoria | Cuartos de final | Cuartos de final | Semifinales  | Semifinales  | Final        | Final        |
| Atleta         | Evento       | Resultado    | Rango        | Resultado        | Rango            | Resultado    | Rango        | Resultado    | Rango        |
| -------------- | ------------ | ------------ | ------------ | ---------------- | ---------------- | ------------ | ------------ | ------------ | ------------ |
| Humberto Lara  | 400 m vallas | Exento       | Exento       | 56.5             | 2 Q              | 59.0         | 6            | No clasificó | No clasificó |
| Manuel Plaza   | Maratón      | Exento       | Exento       | Exento           | Exento           | Exento       | Exento       | 2:52:54.0    | 6            |
| Alfredo Ugarte | 110 m vallas | Exento       | Exento       | Desconocido      | 3                | No clasificó | No clasificó | No clasificó | No clasificó |

## Boxeo
Cuatro boxeadores representaron a Chile en los Juegos Olímpicos de 1924. Fue el debut olímpico en este deporte de Chile. Abarca fue el boxeador más exitoso, llegando a los cuartos de final. Los otros tres boxeadores perdieron sus primeros enfrentamientos.
| Boxeador            | Peso        | Ronda de 32         | Ronda de 16      | Quarterfinals      | Semifinales  | Final/tercer lugar | Final/tercer lugar |
| Boxeador            | Peso        | Puntajes            | Puntajes         | Puntajes           | Puntajes     | Puntajes           | Rango              |
| ------------------- | ----------- | ------------------- | ---------------- | ------------------ | ------------ | ------------------ | ------------------ |
| Carlos Abarca       | Pluma       | Bergman (SWE) W     | Bautista (ESP) W | Campos (EE. UU.) L | No clasificó | No clasificó       | 5                  |
| Luis Correa         | Mediopesado | Rossignon (FRA) L   | No clasificó     | No clasificó       | No clasificó | No clasificó       | 17                 |
| Zorobabel Rodríguez | Ligero      | Nielsen (DEN) L     | No clasificó     | No clasificó       | No clasificó | No clasificó       | 17                 |
| Carlos Usaveaga     | Gallo       | Trípoli (EE. UU.) L | No clasificó     | No clasificó       | No clasificó | No clasificó       | 17                 |

| Nación oponente | Triunfos | Derrotas | Porcentaje |
| --------------- | -------- | -------- | ---------- |
| Dinamarca       | 0        | 1        | .000       |
| Francia         | 0        | 1        | .000       |
| España          | 1        | 0        | .000       |
| Suecia          | 1        | 0        | .000       |
| Estados Unidos  | 0        | 2        | .000       |
|                 |          |          |            |
| Total           | 2        | 4        | .333       |

| Ronda                 | Triunfos | Derrotas | Porcentaje |
| --------------------- | -------- | -------- | ---------- |
| Ronda de 32           | 1        | 3        | .250       |
| Ronda de 16           | 1        | 0        | 1.000      |
| Cuartos de final      | 0        | 1        | .000       |
| Semifinales           | 0        | 0        | –          |
| Final                 | 0        | 0        | –          |
| Partido por el bronce | 0        | 0        | –          |
|                       |          |          |            |
| Total                 | 2        | 4        | .333       |

## Ciclismo
Tres ciclistas representaron a Chile en 1924. Fue la segunda aparición chilena en este deporte.

### Ciclismo de pista
| Ciclista        | Evento | Primera ronda | Primera ronda | Primera repesca | Primera repesca | Cuartos de final | Cuartos de final | Segunda repesca | Segunda repesca | Semifinales  | Semifinales  | Final        | Final        |
| Ciclista        | Evento | Resultado     | Rango         | Resultado       | Rango           | Resultado        | Rango            | Resultado       | Rango           | Resultado    | Rango        | Resultado    | Rango        |
| --------------- | ------ | ------------- | ------------- | --------------- | --------------- | ---------------- | ---------------- | --------------- | --------------- | ------------ | ------------ | ------------ | ------------ |
| Ricardo Bermejo | 50 km  | Exento        | Exento        | Exento          | Exento          | Exento           | Exento           | Exento          | Exento          | Exento       | Exento       | Desconocido  | 8–36         |
| Ricardo Bermejo | Sprint | Desconocido   | 2 r           | Desconocido     | 2               | No clasificó     | No clasificó     | No clasificó    | No clasificó    | No clasificó | No clasificó | No clasificó | No clasificó |
| F. R. Juillet   | 50 km  | Exento        | Exento        | Exento          | Exento          | Exento           | Exento           | Exento          | Exento          | Exento       | Exento       | Desconocido  | 8–36         |
| F. R. Juillet   | Sprint | Desconocido   | 3 r           | No empezó       | No empezó       | No clasificó     | No clasificó     | No clasificó    | No clasificó    | No clasificó | No clasificó | No clasificó | No clasificó |
| Alejandro Vidal | 50 km  | Exento        | Exento        | Exento          | Exento          | Exento           | Exento           | Exento          | Exento          | Exento       | Exento       | Desconocido  | 8–36         |
| Alejandro Vidal | Sprint | Desconocido   | 2 r           | No terminó      | No terminó      | No clasificó     | No clasificó     | No clasificó    | No clasificó    | No clasificó | No clasificó | No clasificó | No clasificó |

## Esgrima
Un esgrimista hombre representó a Chile en 1924. Fue el debut de Chile en el deporte.
Hombres
| Tirador          | Evento | Ronda 1   | Ronda 1 | Ronda 2   | Ronda 2 | Cuartos de final | Cuartos de final | Semifinales  | Semifinales  | Final        | Final        |
| Tirador          | Evento | Resultado | Rango   | Resultado | Rango   | Resultado        | Rango            | Resultado    | Rango        | Resultado    | Rango        |
| ---------------- | ------ | --------- | ------- | --------- | ------- | ---------------- | ---------------- | ------------ | ------------ | ------------ | ------------ |
| Rafael Fernández | Sable  | Exento    | Exento  | Exento    | Exento  | 2–3              | 5                | No clasificó | No clasificó | No clasificó | No clasificó |

## Tenis
Hombres
| Atleta                         | Evento       | Ronda de 128                         | Ronda de 64                           | Ronda de 32                                      | Ronda de 16         | Cuartos de final    | Semifinales         | Final               | Final           |
| Atleta                         | Evento       | Rival(es) Resultado                  | Rival(es) Resultado                   | Rival(es) Resultado                              | Rival(es) Resultado | Rival(es) Resultado | Rival(es) Resultado | Rival(es) Resultado | Rango           |
| ------------------------------ | ------------ | ------------------------------------ | ------------------------------------- | ------------------------------------------------ | ------------------- | ------------------- | ------------------- | ------------------- | --------------- |
| Domingo Torralva               | Individuales | Flaquer (ESP) · L 4–6, 6–3, 0–6, 0–6 | No clasificó                          | No clasificó                                     | No clasificó        | No clasificó        | No clasificó        | No clasificó        | No clasificó    |
| Luis Torralva                  | Individuales |                                      | Borotra (FRA) · L 7–9, 5–7, 5–7       | No clasificó                                     | No clasificó        | No clasificó        | No clasificó        | No clasificó        | No clasificó    |
| Domingo Torralva Luis Torralva | Dobles       |                                      | Romano / Lupu (ROU) · W 7–5, 6–2, 6–3 | Condon / Richardson (RSA) · L 2–6, 1–6, 6–4, 2–6 | No clasificaron     | No clasificaron     | No clasificaron     | No clasificaron     | No clasificaron |